# Џорџ II
Џорџ II (енгл. George II of the United Kingdom; Џорџ Август; 10. новембар 1683 — 25. октобар 1760) је био краљ Велике Британије и Ирске, војвода од Брунзвик-Линберга и кнез-изборник Светог римског царства од 11. јуна 1727. године до своје смрти. Син енглеског краља Џорџа I. Други монарх из династије Хановер био је последњи енглески монарх рођен ван Енглеске и последњи који је лично предводио војску (битка код Детингена 1743).
Био је познат по бројним сукобима са својим оцем и касније са својим сином. Оженио се принцезом Каролином од Брандебург-Анзбаха 1705. године са којом је имао три сина и пет кћери.
Са Шпанијом је 1729. године потписао мир, али је 1749. поново ушао у рат који је затим постао део рата за Аустријско наслеђе.
За време његове владавине 1752. у Енглеској је прихваћен грегоријански календар. Патриотска песма „Боже спаси краља“ је написана за време његове владавине.

## Младост
Рођен је у Хановеру, као син Џорџа Лудовика, насљедног принца од Брауншвајг-Линебурга, и његове супруге, Софије Доротеје од Целеа. Обоје његових родитеља су имали љубавнике, и њихов брак се завршио разводом 1694. године.
Године 1705. оженио је маркгрофицу Каролину од Бранденбург-Ансбаха, након што брачни преговори са шведском принцезом Хедвигом Софијом нису успјели.
Џорџ је имао јако слаб однос са оцем. Породични односи су се погоршали након што је Џорџва супруга, сада принцеза од Велса, родила њихово пето дете. Џорџов отац желио је да кум његовом унуку буде његов млађи брат, док је Џорџ желио да то буде његов пријатељ. Након што се јавно сукобио са оцем, Џорџ је био ухапшен, а затим избачен из очеве палате и искључен из јавних церемонија.
Принц од Велса је зато охрабривао сву опозицију свога оца. Његова лондонска резиденција постала је окупљалиште опонената Џорџа I, укључујући и Роберта Волпола. Волпол је 1720. године охрабривао оца и сина да се помире, након чега је враћен у свој уред из којег је био искључен 1717. године. Већ следеће године, након велике економске катастрофе, Волпол се уздигао на чело владе.
Волпол и његова партија, виговци, били су доминантни у политици, јер се Џорџ I бојао да торијевци неће подржати Акт о наслеђивању из 1701. године, који га је, као старијег протестантског наследника краљице Ане, довео на британски трон. Моћ виговаца спрјечавала је торијевце да дођу на власт још наредних педесет година. Волпол је контролисао британску владу, али је прешавши на страну Џорџа I изгубио поверење његовог сина.

## Владавина
Џорџ је, као Џорџ II, наслиједио британску круну након очеве смрти 11. јуна 1727. године и већ тада су почели његови сукоби са његовим најстаријим сином и пријестолонасљедником. Џорџ II је можда планирао протјерати сина у неку од британских колонија, али то није учинио. Џорџ и његова супруга крунисани су као краљ и краљица 11. октобра 1727. године у Вестминстерској опатији.
Веровало се да ће нови краљ отпустити Волпола, који га је наљутио прешавши на страну његовог оца, и да ће га замијенити Спенсером Комптоном. Џорџ је чак тражио од Комптона, а не од Волпола, да напиши његов први краљевски говор. Комптон је, међутим, тражио помоћ од Волпола, због чега је краљица Каролина, која је подржавала Волпола, закључила да је он неспособан и утицала на мужеву одлуку да задржи Волпола на месту премијера. Волпол је убрзо почео да поправља свој однос са краљем и осигурава своју позицију. Такође је убеђивао торијевце да признају Акт о наслеђивању из 1701. Са друге стране, Џорџ II је стварао племиће наклоњене виговцима како би помогао Волполу да задржи већину у Дому лордова.
За време живота краљеве супруге Волполова позиција је била осигурана. Контролисао је и унутрашњу и спољну политику. Док је Џорџ желио да ратује у Европи, Волпол га је посаветовао да потпише мировне споразуме, попут онога са Шпанијом из 1729. године.

### Породични проблеми
Џорџов и Каролинин однос са њиховим најстаријим сином се изузетно погоршао средином 1730-их. Након што се принц од Велса оженио, избила је отворена свађа између оца и сина. Џорџ је Фредерика и његову породицу избацио са двора 1737. године.
Недуго након протјеривања сина са двора, Џорџ је изгубио и своју доминантну супругу, која је умрла 20. новембра 1737. године. Легенда каже да га је Каролина на самрти замолила да се поново ожени након њене смрти, на што јој је он на француском одговорио "Non, j'aurai des maîtresses!" ("Нећу се женити, али ћу имати љубавнице!").
Џорџ је већ имао једног ванбрачног сина, Јохана Лудвига од Валмоден-Гимборна, којег је родила његова љубавница, Амелија фон Валмоден. Најпознатија његова љубавница била је Хенријета Хауард, грофица од Сафока, која је била једна од Каролининих дворских дама.

### Ратови
Противно Волполовом савјету, Џорџ је опет био у рату, и то опет са Шпанијом, 1739. године. Цијела Европа је била умијешана у рат након смрти Карла VI, цара Светог римског царства, 1740. године. Разлог за рат било је питање да ли Карлова кћерка, Марија Терезија, има право на насљеђивање његових посједа. Џорџов сукоб са Шпанијом убрзо се стопио са Ратом за аустријско наслеђе.
Роберт Волпол није могао учинити ништа да спријечи велики рат у Европи. Сусрео се и са опозицијом неколико политичара које је предводио Џон, барон Картрет, касније 2. гроф од Гренвила. Волпол је био оптужен за варање на изборима, те је 1742. године, након више од двадесет година на функцији премијера, отишао у пензију. Замјењен је Спенсером Комптоном, 1. грофом од Вилмингтона, којем је пут до премијерове фотеље остао отворен након смрти краљице Каролине. Комптон је, међутим, био само марионета - праву политичку моћ држао је Џон Картрет. Након Комптонове смрти 1743. године, премијер је постао Хенри Пелам.
Фракцију која је подржавала рат предводио је Картрет, који је тврдио да ће, уколико Марија Терезија не наслиједи очеве посједе, моћ Француза у Европи опасно повећати. Џорџ II је послао војне трупе да помогну Марији Терезији и њеним трупама, те да спријече продирање непријатељске војске у Хановер. Било је прошло већ двадесет година откако се британска војска борила у рату у Европи, а у међувремену влада ју је игнорисала и није одржавала. Без обзира на то, Џорџ II је великодушно слао подршку Марији Терезији, те је чак и сам предводио војску у бици код Детингена 1743. године. Његову војску контролисао је његов син, војвода од Камберленда, иначе веома заинтересован за војна питања. Рат није подржавао британски народ, који је сматрао да краљ и Картрет запостављају интересе Британаца у корист интереса Хановера.
Године 1748. завршен је Рат за аустријско наслеђе. Марија Терезија је наслиједила сва очева краљевства, надвојводства и војводства, те де фацто завладала мужевим царством и војводством. Упркос подршци Британаца, Марија Терезије им није вјеровала јер су били протестанти, те их је искључила из савеза.

### Јакобистичке побуне
У међувремену, док се водио Рат за аустријско наслеђе, Џорџови противници у Француској охрабривали су побуне јакобита. Јакобити су били племићи који су подржавали римокатоличког краља Џејмса II, који је био збачен у Славној револуцији 1689. године и замијењен не његовим римокатоличким сином Џејмсом Френсисом Едвардом, већ најстаријом протестантском кћерком Маријом II и протестантским сестрићем Вилијамом III као савладарима.
Џејмс Френсис Едвард Стјуарт, познат као "Стари претендент", покушао је преузети трон помоћу двије побуне; оном из 1715. године, након које је побјегао у Француску, и оном из 1719. године, која га је оставила у банкроту. Његов син, Чарлс Едвард Стјуарт, водио је много јачу побуну у име свога оца 1745. године. У јулу те године Чарлс Едвард је пристао у Шкотску, гдје је дочекан са великом подршком. Шкотски побуњеници су успјели поразити Џорџову војску у септембру. Затим је покушао ући у Лондон, гдје га чак ни римокатолици нису дочекали са одушевљењем. Луј XV, такође је обећао послати дванаест хиљада војника како би помогао побуни, али није испунио обећање. Британска армија под водством Џорџовог сина Вилијама Августа, војводе од Камберленда, потиснула је јакобите назад у Шкотску. Дана 16. априла 1746. године Чарлс Едвард и војвода од Камберленда водили су посљедњу битку вођену на британском острву. Јакобити су изгубили, а Чарлс Едвард је побјегао у Француску, али многи Шкоти који су учествовали у побуни били су ухваћени и погубљени. Након ове битке више није било озбиљних покушаја рестаурирања династије Стјуарт.

## Каснији живот и смрт
До краја свог живот Џорџ II више није активно учествовао ни у политици ни у ратовима. Посљедњих година његовог живота полажу се темељи за будућу Индустријску револуцију. Британска доминација у Индији порасла је побједама у биткама код Аркота и Плесија.
Принц од Велса умро је изненада 1751. године. Његов син Џорџ одмах је наслиједио титулу војводе од Единбурга, а убрзо је проглашен принцом од Велса као наследник свога деде. Џорџ II ни након смрти сина није успио проводити вријеме се унуцима, будући да му Фредерикова удовица Аугуста није веровала и трудила се да их држи одвојено.
Године 1752. Велика Британија је реформисала календар, па је са јулијанског прешла на грегоријански календар. Промјена је укључивала прескакање једанаест датума; 2. септембар је пратио 14. септембар. Дан 1. јануар је постао дан Нове године, умјесто 25. марта, на који је још дуго времена неформално прослављана Нова година.
Џорџов премијер, Хенри Пелам, умро је 1754. године и његову функцију наслиједио је његов брат, Томас Пелам-Холс, 1. војвода од Њукасла на Тајну, а њега је наслиједио Вилијам Кевендиш, 4. војвода од Девоншира. Још један запажени министар био је Вилијам Пит Старији, који је био државни секретар током Кевендишовог мандата. Њега Џорџ II није волио јер се противио Рату за аустријско наслијеђе, а своје незадовољство њиме Џорџ је исказивао и почетком 1757. године. У априлу те године Џорџ је отпустио Пита, али га је касније поново позвао. У истом периоду Томас Пелам-Холс вратио се на место премијера.
Као државни секретар Пит Старији је водио политику везану за Седмогодишњи рат, који је био својеврсни наставак Рата за аустријско наслеђе. Марија Терезија је склопила савез са својим некадашњим непријатељима, Русијом и Француском, и тако постала непријатељ Велике Британије и Хановера. Џорџ II се бојао да ће му чланови ове алијансе отети Хановер, те се зато удружио са Пруском. Велика Британија, Хановер и Пруска су тако били у сукобу са највећим европским силама - Аустријом, Русијом, Француском, Шведском и Саксонијом. Конфликти су се проширили и на њихове сјеверноамеричке и индијске колоније .
Дана 25. октобра 1760. године Џорџ II се срушио у тоалету. Однесен је у кревет одакле је тражио да види своју кћерку, принцезу Амелију Софију, али је умро прије него што је она стигла. Био је посљедњи британски монарх сахрањен у Вестминстерској опатији. Наслиједио га је унук који је постао Џорџ III.

## Породично стабло
| \| \| \| \| \| \| \| \| \| \| \| 8. George, Duke of Brunswick-Lüneburg (=12)[1] \| \| \| \| \| \| \| \| \| \| \| \| \| \| \| \| \| \| \| \| \| \| \| \| \| \| \| \| \| \| \| \| \| \| \| \| \| \| \| \| \| \| \| \| \| \| \| \| \| \| \| 4. Ернст Август, изборник од Брауншвајг-Линебурга \| \| \| \| \| \| \| \| \| \| \| \| \| \| \| \| \| \| \| \| \| \| \| \| \| \| \| \| \| \| \| \| \| \| \| \| \| \| \| \| \| \| \| \| \| \| \| \| \| \| \| \| \| \| \| \| \| \| \| \| 9. Anne Eleonore of Hesse-Darmstadt (=13)[1] \| \| \| \| \| \| \| \| \| \| \| \| \| \| \| \| \| \| \| \| \| \| \| \| \| \| \| \| \| \| \| \| \| \| \| \| \| \| \| \| \| \| \| \| \| \| \| \| \| \| \| \| \| \| \| \| \| \| \| \| 2. Џорџ I \| \| \| \| \| \| \| \| \| \| \| \| \| \| \| \| \| \| \| \| \| \| \| \| \| \| \| \| \| \| \| \| \| \| \| \| \| \| \| \| \| \| \| \| \| \| \| \| \| \| \| \| \| \| \| \| \| \| \| \| 10. Фридрих V Палатински[1] \| \| \| \| \| \| \| \| \| \| \| \| \| \| \| \| \| \| \| \| \| \| \| \| \| \| \| \| \| \| \| \| \| \| \| \| \| \| \| \| \| \| \| \| \| \| \| \| \| \| \| \| \| \| \| \| \| \| \| \| 5. Софија Хановерска \| \| \| \| \| \| \| \| \| \| \| \| \| \| \| \| \| \| \| \| \| \| \| \| \| \| \| \| \| \| \| \| \| \| \| \| \| \| \| \| \| \| \| \| \| \| \| \| \| \| \| \| \| \| \| \| \| \| \| \| 11. Елизабета Стјуарт[1] \| \| \| \| \| \| \| \| \| \| \| \| \| \| \| \| \| \| \| \| \| \| \| \| \| \| \| \| \| \| \| \| \| \| \| \| \| \| \| \| \| \| \| \| \| \| \| \| \| \| \| \| \| \| \| \| \| \| \| \| 1. Џорџ II \| \| \| \| \| \| \| \| \| \| \| \| \| \| \| \| \| \| \| \| \| \| \| \| \| \| \| \| \| \| \| \| \| \| \| \| \| \| \| \| \| \| \| \| \| \| \| \| \| \| \| \| \| \| \| \| \| \| \| \| 12. George, Duke of Brunswick-Lüneburg (=8)[1] \| \| \| \| \| \| \| \| \| \| \| \| \| \| \| \| \| \| \| \| \| \| \| \| \| \| \| \| \| \| \| \| \| \| \| \| \| \| \| \| \| \| \| \| \| \| \| \| \| \| \| \| \| \| \| \| \| \| \| \| 6. Георг Вилхелм, војвода од Брауншвајга-Линебурга \| \| \| \| \| \| \| \| \| \| \| \| \| \| \| \| \| \| \| \| \| \| \| \| \| \| \| \| \| \| \| \| \| \| \| \| \| \| \| \| \| \| \| \| \| \| \| \| \| \| \| \| \| \| \| \| \| \| \| \| 13. Anne Eleonore of Hesse-Darmstadt (=9)[1] \| \| \| \| \| \| \| \| \| \| \| \| \| \| \| \| \| \| \| \| \| \| \| \| \| \| \| \| \| \| \| \| \| \| \| \| \| \| \| \| \| \| \| \| \| \| \| \| \| \| \| \| \| \| \| \| \| \| \| \| 3. Софија Доротеја од Целе \| \| \| \| \| \| \| \| \| \| \| \| \| \| \| \| \| \| \| \| \| \| \| \| \| \| \| \| \| \| \| \| \| \| \| \| \| \| \| \| \| \| \| \| \| \| \| \| \| \| \| \| \| \| \| \| \| \| \| \| 14. Alexandre II Desmier, Seigneur d'Olbreuse[2] \| \| \| \| \| \| \| \| \| \| \| \| \| \| \| \| \| \| \| \| \| \| \| \| \| \| \| \| \| \| \| \| \| \| \| \| \| \| \| \| \| \| \| \| \| \| \| \| \| \| \| \| \| \| \| \| \| \| \| \| 7. Éléonore Desmier d'Olbreuse, Countess of Wilhelmsburg \| \| \| \| \| \| \| \| \| \| \| \| \| \| \| \| \| \| \| \| \| \| \| \| \| \| \| \| \| \| \| \| \| \| \| \| \| \| \| \| \| \| \| \| \| \| \| \| \| \| \| \| \| \| \| \| \| \| \| \| 15. Jacquette Poussard de Vandré[2] \| \| \| \| \| \| \| \| \| \| \| \| \| \| \| \| \| \| \| \| \| \| \| \| \| \| \| \| \| \| \| \| \| \| \| \| \| \| \| \| \| \| \| |                                                          |  |  |  |  |  |  |  |  |                                             |  |  |  |
| |                                                          |  |  |  |  |  |  |  |  | 8. George, Duke of Brunswick-Lüneburg (=12) |  |  |  |
| |                                                          |  |  |  |  |  |  |  |  |                                             |  |  |  |
| |                                                          |  |  |  |  |  |  |  |  |                                             |  |  |  |
| |                                                          |  |  |  |  |  |  |  |  |                                             |  |  |  |
| | 4. Ернст Август, изборник од Брауншвајг-Линебурга        |  |  |  |  |  |  |  |  |                                             |  |  |  |
| |                                                          |  |  |  |  |  |  |  |  |                                             |  |  |  |
| |                                                          |  |  |  |  |  |  |  |  |                                             |  |  |  |
| |                                                          |  |  |  |  |  |  |  |  |                                             |  |  |  |
| | 9. Anne Eleonore of Hesse-Darmstadt (=13)                |  |  |  |  |  |  |  |  |                                             |  |  |  |
| |                                                          |  |  |  |  |  |  |  |  |                                             |  |  |  |
| |                                                          |  |  |  |  |  |  |  |  |                                             |  |  |  |
| |                                                          |  |  |  |  |  |  |  |  |                                             |  |  |  |
| | 2. Џорџ I                                                |  |  |  |  |  |  |  |  |                                             |  |  |  |
| |                                                          |  |  |  |  |  |  |  |  |                                             |  |  |  |
| |                                                          |  |  |  |  |  |  |  |  |                                             |  |  |  |
| |                                                          |  |  |  |  |  |  |  |  |                                             |  |  |  |
| | 10. Фридрих V Палатински                                 |  |  |  |  |  |  |  |  |                                             |  |  |  |
| |                                                          |  |  |  |  |  |  |  |  |                                             |  |  |  |
| |                                                          |  |  |  |  |  |  |  |  |                                             |  |  |  |
| |                                                          |  |  |  |  |  |  |  |  |                                             |  |  |  |
| | 5. Софија Хановерска                                     |  |  |  |  |  |  |  |  |                                             |  |  |  |
| |                                                          |  |  |  |  |  |  |  |  |                                             |  |  |  |
| |                                                          |  |  |  |  |  |  |  |  |                                             |  |  |  |
| |                                                          |  |  |  |  |  |  |  |  |                                             |  |  |  |
| | 11. Елизабета Стјуарт                                    |  |  |  |  |  |  |  |  |                                             |  |  |  |
| |                                                          |  |  |  |  |  |  |  |  |                                             |  |  |  |
| |                                                          |  |  |  |  |  |  |  |  |                                             |  |  |  |
| |                                                          |  |  |  |  |  |  |  |  |                                             |  |  |  |
| | 1. Џорџ II                                               |  |  |  |  |  |  |  |  |                                             |  |  |  |
| |                                                          |  |  |  |  |  |  |  |  |                                             |  |  |  |
| |                                                          |  |  |  |  |  |  |  |  |                                             |  |  |  |
| |                                                          |  |  |  |  |  |  |  |  |                                             |  |  |  |
| | 12. George, Duke of Brunswick-Lüneburg (=8)              |  |  |  |  |  |  |  |  |                                             |  |  |  |
| |                                                          |  |  |  |  |  |  |  |  |                                             |  |  |  |
| |                                                          |  |  |  |  |  |  |  |  |                                             |  |  |  |
| |                                                          |  |  |  |  |  |  |  |  |                                             |  |  |  |
| | 6. Георг Вилхелм, војвода од Брауншвајга-Линебурга       |  |  |  |  |  |  |  |  |                                             |  |  |  |
| |                                                          |  |  |  |  |  |  |  |  |                                             |  |  |  |
| |                                                          |  |  |  |  |  |  |  |  |                                             |  |  |  |
| |                                                          |  |  |  |  |  |  |  |  |                                             |  |  |  |
| | 13. Anne Eleonore of Hesse-Darmstadt (=9)                |  |  |  |  |  |  |  |  |                                             |  |  |  |
| |                                                          |  |  |  |  |  |  |  |  |                                             |  |  |  |
| |                                                          |  |  |  |  |  |  |  |  |                                             |  |  |  |
| |                                                          |  |  |  |  |  |  |  |  |                                             |  |  |  |
| | 3. Софија Доротеја од Целе                               |  |  |  |  |  |  |  |  |                                             |  |  |  |
| |                                                          |  |  |  |  |  |  |  |  |                                             |  |  |  |
| |                                                          |  |  |  |  |  |  |  |  |                                             |  |  |  |
| |                                                          |  |  |  |  |  |  |  |  |                                             |  |  |  |
| | 14. Alexandre II Desmier, Seigneur d'Olbreuse            |  |  |  |  |  |  |  |  |                                             |  |  |  |
| |                                                          |  |  |  |  |  |  |  |  |                                             |  |  |  |
| |                                                          |  |  |  |  |  |  |  |  |                                             |  |  |  |
| |                                                          |  |  |  |  |  |  |  |  |                                             |  |  |  |
| | 7. Éléonore Desmier d'Olbreuse, Countess of Wilhelmsburg |  |  |  |  |  |  |  |  |                                             |  |  |  |
| |                                                          |  |  |  |  |  |  |  |  |                                             |  |  |  |
| |                                                          |  |  |  |  |  |  |  |  |                                             |  |  |  |
| |                                                          |  |  |  |  |  |  |  |  |                                             |  |  |  |
| | 15. Jacquette Poussard de Vandré                         |  |  |  |  |  |  |  |  |                                             |  |  |  |
| |                                                          |  |  |  |  |  |  |  |  |                                             |  |  |  |
| |                                                          |  |  |  |  |  |  |  |  |                                             |  |  |  |